# Chalcatzingo

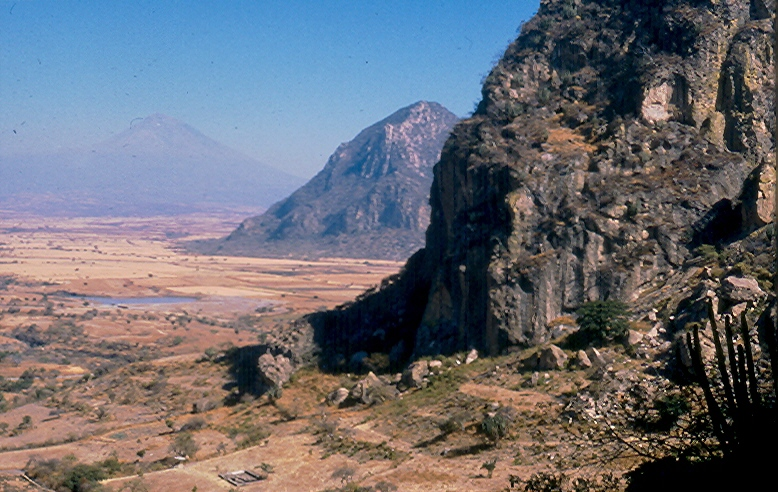
A vista em direcção a norte-noroeste desde o Cerro Chalcatzingo. Para a direita surge o Cerro Delgado. O Popocatépetl vê-se à distância. O centro cerimonial de Chalcatzingo encontra-se em primeiro plano e em baixo.

Chalcatzingo é um sítio arqueológico do período pré-clássico situado no vale de Morelos, conhecido pela sua arte monumental de estilo olmeca. Localizado na porção meridional das terras altas do México Central, estima-se que Chalcatzingo tenha sido fundada cerca de 1500 a.C., apesar da ocupação humana do local remontar a 3000 a.C. aproximadamente . Os seus habitantes começaram a produzir e exibir arte e arquitectura de estilo olmeca cerca de 900 a.C.. No seu apogeu, entre 700 a.C. e 500 a.C., Chalcatzingo teria uma população de 500 a 1000 habitantes. Cerca de 500 a.C. encontrava-se já em declínio. Foi dado a conhecer em 1934 por Eulalia Guzmán, após uma chuvada torrencial ter colocado a descoberto parte das ruínas.
O centro de Chalcatzingo cobre cerca de 40 ha e encontrava-se bem situado. O clima em Morelos é geralmente mais quente e húmido que o restante das Terras Altas e além disso, Chalcatzingo ligava as rotas comerciais entre Guerrero, o vale do México, Oaxaca e as terras baixas do golfo. Situava-se numa planície fértil, no sopé de dois montes bastante altos, Cerro Delgado e Cerro Chalcatzingo, sendo este último considerado um local sagrado. Uma nascente de água situada na sua base fornecia a água necessária à população.

## Monumentos e esculturas
Chalcatzingo fornece exemplares interessantes e únicos de arte e arquitectura de estilo olmeca.
A povoação tinha uma praça central, designada Terraço 1, situada abaixo das residências da élite. O Terraço 25 é composto por um pátio afundado num estilo idêntico ao existente em Teopantecuanitlan. No centro deste pátio afundado existe um altar que faz lembrar os existentes em La Venta e San Lorenzo, ambos centros olmecas.
A Estrutura 4 é a maior estrutura de Chalcatzingo, uma plataforma quase quadrada de 70 metros de lado. Aqui foram escavados enterramentos de pessoas de condição elevada, contendo ornamentos de jade e um espelho de magnetite. A maior parte dos enterramentos da povoação situavam-se sob os pisos das casas—um modo de enterramento extensível a várias condições sociais.
Os baixos-relevos são talvez a característica mais conhecida de Chalcatzingo. A maior parte dos 31 monumentos distribuem-se por três grupos distintos: dois no Cerro Chalcatzingo e o terceiro nos terraços do povoado propriamente dito.
Foram feitos desenhos destes baixos-relevos, mas foram feitos moldes de muitos deles antes de se ter feito qualquer desenho. O processo de obtenção destes moldes tendia a destruir linhas finas e na verdade quebrou pequenos fragmentos de pedra.

Monumento 1, El Rey.

### Conjunto do Monumento 1 (El Rey)
Este grupo de baixos-relevos é dominado pelo mais famoso de todos os existentes em Chalcatzingo o Monumento 1, conhecido localmente como "El Rey" (O Rei). "El Rey" é um relevo de uma figura aparentemente humana sentada no interior de uma gruta com uma grande abertura. O ponto de vista do relevo é desde um dos lados, e a totalidade da caverna aparece em corte, com a entrada da gruta à direita da figura. A entrada da gruta é tão alta como a figura, e volutas enroladas (talvez indicando discurso ou talvez vento) emanam dela. A gruta onde a figura se encontra sentada apresenta um "olho", e a sua forma sugere a forma de uma boca.
Acima da gruta encontra-se uma série de objectos estilizados que são interpretados como nuvens de chuva, com objectos semelhantes a pontos de exclamação ("!") que parecem cair delas. Estes últimos são geralmente interpretados como gotas de chuva.
A figura sentada, "El Rey", está vestida de forma ornamentada, e sentada num rolo elaborado enquanto segura outro. Uma vez que este baixo-relevo se encontra sobre o principal canal natural que antes trazia água até Chalcatzingo, a cena tem sido interpretada como tratando-se de um líder usando o seu poder para trazer a água à região. No entanto, "El Rey" foi identificado por alguns como tratando-se de uma divindade da chuva o "Deus da Montanha" - precursor do asteca Tepeyollotl, ou como o deus jaguar que habita as grutas.
Adicionalmente a "El Rey", este grupo inclui ainda cinco baixos-relevos mais pequenos, todos retratando várias criaturas semelhantes a lagartos sentadas em cima de vários rolos sob objectos semelhantes a pontos de exclamação (mais uma vez quase como gotas de chuva) caindo do que parecem ser nuvens. Estes cinco baixos-relevos (Monumentos 5, 6, 8, 11, 14 e 15) estendem-se em direcção a este a partir do Monumento 1, e separados deste pelo principal canal natural de água do Cerro Chalcatzingo. Estes baixos-relevos podem ser vistos apenas sequencialmente, o que leva alguns investigadores a sugerir tratar-se de uma sequência pictórica ou processional.

### O segundo grupo
O segundo grupo também consiste de baixos-relevos, mas estes foram esculpidos em lajes e penedos soltos no sopé da montanha e não na sua face. São maiores que os do grupo anterior (exceptuando "El Rey") e retratam sobretudo criaturas fantásticas dominando esboços de figuras humanas:
- Monumento 5 - retrata uma criatura reptiliana, talvez a arquetípica Serpente Emplumada mesoamericana, aparentemente devorando um humano. A criatura tem focinho alongado e presas compridas, e marcas triangulares na direcção da cauda além do que parecem ser barbatanas ou asas.
- Monumento 4 - retrata dois humanos a serem atacados por dois felinos. As figuras humanas estão por debaixo e ligeiramente à frente dos felinos, indicando que talvez tentassem fugir. Os felinos têm os dentes à vista e as garras estendidas em direcção às figuras. Os felinos parecem estar ornamentados.
- Monumento 3 - mostra um felino encostado ao que parece ser um cacto, com uma possível figura humana numa zona danificada da escultura.
- Monumento 31 - retrata um felino encostado sobre um humano, talvez atacando-o, apesar desta escultura não transmitir a impressão de movimento do Monumento 4. Três gotas de chuva, como as de "El Rey" caem desde cima. As interpretações desta cena vão desde a ideia de que as gotas de chuva caindo no jaguar são uma metáfora sobre a fertilidade até temas relacionados com sangrias e sacrifícios.

Segundo Grove, estes quatro relevos provavelmente ilustram "uma sequência de acontecimentos míticos importantes na cosmogonia dos povos de Chalcatzingo".
- Monumento 2 - situado na extremidade oeste da série, retrata quatro figuras humanas. Três delas encontram-se de pé, enquanto a quarta, à direita, está sentada no chão, talvez amarrada. Todas as figuras usam máscaras, ainda que a quarta figura tenha a sua máscara na nuca. As três figuras em pé brandem lanças ou espetos. A decoração na cabeça de uma destas figuras faz eco dos motivos que adornam a cabeça de um dos felinos do Monumento 4, sugerindo que esta cena está relacionada com os acontecimentos retratados nos outros relevos da sequência.

Enquanto que estes primeiros cinco relevos apresentam uma disposição processional, um sexto relevo deste grupo, designado Monumento 13, encontra-se consideravelmente mais abaixo na encosta. Retrata um ser sobrenatural antropomórfico com a cabeça dividida frequentemente encontrada na iconografia olmeca. Tal como "El Rey", encontra-se sentado no interior de uma boca quadrifólia do que parece ser uma criatura sobrenatural.

### Outros relevos
O Monumento 9 é um relevo que parece representar a gruta do Monumento 1 vista de frente. A escultura é plana e contém um grande buraco no centro que corresponderia à forma da entrada da gruta. Acima do buraco encontram-se dois olhos, semelhantes ao olho do Monumento 1.
Chalcatzingo contém o que pode ser a representação mais antiga de uma mulher na arte monumental mesoamericana no Monumento 21. Trata-se de uma estela, e retrata uma mulher vestida com sandálias, saia e um abrigo na cabeça. Segura um embrulho atado com fitas. Provavelmente esta imagem representa uma mulher com o seu dote de casamento.

Chalacatzingo relativamente a outros sítios arqueológicos do período formativo.

## O declínio de Chlacatzingo
Tal como outros centros da cultura olmeca, Chalcatzingo entrou em declínio e foi eventualmente abandonada. Este declínio foi total cerca de 500 a.C., 400 anos antes de San Lorenzo e 100 anos antes de La Venta. O declínio de Chalcatzingo coincidiu com o desenvolvimento generalizado de núcleos populacionais na região de Morelos, consistindo sobretudo de pequenas aldeias agrícolas. Mais de 1000 anos após o abandono de Chalcatzingo, a cidade de Xochicalco atingiu o seu auge em Morelos entre 700 e 900.